# Ushiku Daibutsu

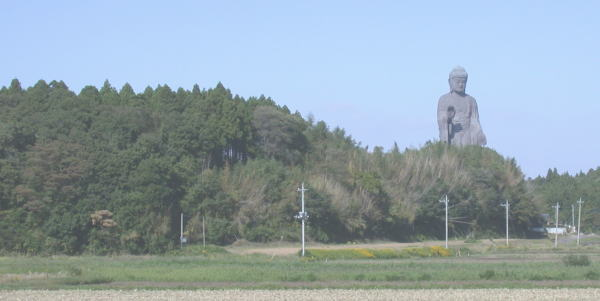
Ushiku Daibutsu

L'Ushiku Daibutsu (牛久大仏?) è una grande statua dell'Amitabha Buddha che si trova in Giappone nella città di Ushiku, prefettura di Ibaraki.
Completata nel 1995, ha un'altezza di 110 metri ed è la quinta statua più alta del mondo. Comprendendo il basamento alto 10 metri, l'altezza totale del monumento è di 120 metri. Un ascensore posto al suo interno porta i visitatori ad una piattaforma di osservazione posta a 85 metri d'altezza.
Alcune caratteristiche:
- Peso: 4.000 tonnellate
- Altezza della testa: 20 metri
- Lunghezza della mano sinistra: 18 metri
- Larghezza dell'occhio: 2,5 metri
- Altezza dell'orecchio: 10 metri
- Lunghezza del dito indice: 7 metri

Daibutsu significa "grande Buddha" in giapponese, per cui il nome significa "Grande Buddha di Ushiku".